# Ludwig Merzbacher

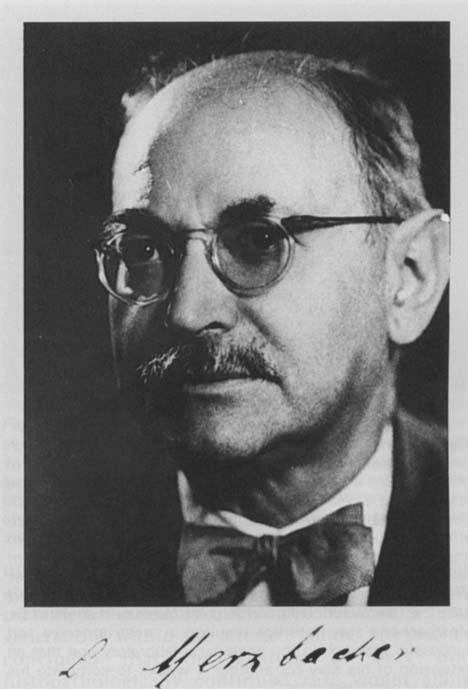
Ludwig Merzbacher

Ludwig Merzbacher (* 9. Februar 1875 in Florenz, Toskana; † 30. September 1942 in Buenos Aires) war ein deutscher Psychiater, der mit Friedrich Christoph Pelizaeus erstmals die Pelizaeus-Merzbacher-Krankheit beschrieb.
Er studierte in München, Straßburg und Berlin und schloss sein Studium 1900 in Straßburg ab. Danach arbeitete er bis 1902 als Assistent am Physiologischen Institut in Straßburg, anschließend bis 1904 in der psychiatrischen Klinik in Freiburg, 1904–1906 in Heidelberg und 1906/1907 in München im Labor von Alois Alzheimer. 1906 bis 1910 war er in Tübingen, wo er sich 1906 auch habilitierte. 1910 wurde er als Leiter des Labors an die psychiatrische Klinik in Buenos Aires berufen. 1914–1919 war er Direktor der pathologisch-anatomischen Abteilung der „Clínica Modelö“ und von 1924 an Oberarzt am Deutschen Krankenhaus in Buenos Aires.